# 6-Stunden-Rennen von Riverside 1981

Streckenskizze des Riverside International Raceway

Das 6-Stunden-Rennen von Riverside 1981, auch Los Angeles Times/Toyota Grand Prix of Endurance, Riverside International Raceway, fand am 24. April auf dem Riverside International Raceway statt und war der fünfte Wertungslauf der Sportwagen-Weltmeisterschaft dieses Jahres. Gleichzeitig war das Rennen der fünfte Lauf zur IMSA-GTO- und GTU-Meisterschaft 1981.

## Das Rennen
Durch die Verbindung der Sportwagen-Weltmeisterschaft 1981 mit der US-amerikanischen IMSA-GTP-Serie bei einigen Rennveranstaltungen, wurden der vierte – das 1000-km-Rennen von Monza – und der fünfte Weltmeisterschaftslauf – das Rennen in Riverside – an ein und demselben Tag ausgetragen. Durch die Zeitverschiebung zwischen Europa und Nordamerika wurde in Riverside später gestartet. Für BMW war das Rennen bedeutend, denn deren erster IMSA-Prototyp, der BMW M-1/C, gab sein Renndebüt. David Hobbs und Marc Surer beendeten das Rennen an der sechsten Stelle der Gesamtwertung. Das Rennen gewannen John Fitzpatrick und Jim Busby, mit dem nach sechs Stunden Rennzeit knappen Vorsprung von 34 Sekunden auf John Paul und dessen Sohn John Paul junior. Die beiden Siegerteams sowie die Platzierten bis zum fünften Gesamtrang fuhren alle Porsche 935.

## Ergebnisse

### Schlussklassement
| 1               | GTX | 1  | John Fitzpatrick Racing       | John Fitzpatrick Jim Busby                       | Porsche 935K3/80    | 199 |
| 2               | GTX | 1  | JLP Racing                    | John Paul senior John Paul junior                | Porsche 935JLP-3    | 199 |
| 3               | GTX | 9  | Cooke-Woods Racing            | Bobby Rahal Brian Redman                         | Porsche 935K3       | 197 |
| 4               | GTX | 90 | Bob Garretson Enterprises     | Bob Garretson Ralph Kent-Cooke Roy Woods         | Porsche 935K3       | 190 |
| 5               | GTX | 86 | Bayside Disposal Racing       | Hurley Haywood Bruce Leven                       | Porsche 935/80      | 189 |
| 6               | GTX | 2  | BMW North America             | David Hobbs Marc Surer John Morton               | BMW M-1/C           | 188 |
| 7               | GTO | 25 | Red Lobster Racing            | Kenper Miller Dave Cowart                        | BMW M1              | 183 |
| 8               | GTO | 54 | Montura Racing                | Albert Noan Tony Garzia Hiram Cruz               | BMW M1              | 181 |
| 9               | GTX | 19 | Chris Cord                    | Chris Cord Jim Adams                             | Chevrolet Monza     | 178 |
| 10              | GTX | 18 | JLP Racing                    | Carlos Moran Karen Erstad                        | Porsche 935JLP-2    | 178 |
| 11              | GTO | 67 | Joe Crevier                   | Joe Crevier Al Unser junior                      | BMW M1              | 176 |
| 12              | GTU | 23 | Raytown Datsun                | Frank Carney Dick Davenport                      | Datsun 280ZX        | 173 |
| 13              | GTO | 28 | NTS Racing                    | Sam Posey Fred Stiff                             | Datsun 280ZX        | 172 |
| 14              | GTX | 30 | Momo Penthouse                | Giampiero Moretti Jochen Mass                    | Porsche 935/78-81   | 172 |
| 15              | GTU | 55 | Mandeville Racing             | Roger Mandeville Amos Johnson                    | Mazda RX-7          | 169 |
| 16              | GTO | 51 | Casa Blanca Fan               | Robert Kirby John Hotchkis                       | Porsche Carrera RSR | 168 |
| 17              | GTO | 56 | Rick Borlase                  | Rick Borlase Michael Hammond                     | Porsche Carrera     | 168 |
| 18              | GTU | 74 | McDonalds Houses              | Casey Mollett Frank Honoswetz                    | Datsun 240Z         | 167 |
| 19              | GTU | 50 | Downing Atlanta               | Jim Downing Irv Hoerr                            | Mazda RX-7          | 165 |
| 20              | GTU | 7  | Loud Car Racing               | Jim Mullen Rick Knoop                            | Mazda RX-7          | 160 |
| 21              | GTU | 62 | Kegel Enterprises             | Bill Knoll Jeff Kline                            | Porsche 911SC       | 158 |
| 22              | GTX | 46 | Mauricio De Narveaez          | Mauricio de Narváez Bob Akin Skeeter McKitterick | Porsche 935J        | 154 |
| 23              | GTO | 26 | Nardi Motors                  | Sergio Nardi Angel Nardi Steve Michaelson        | Porsche Carrera     | 154 |
| 24              | GTO | 04 | T & R Racing                  | Tico Almeida Rene Rodríguez                      | Porsche Carrera RSR | 151 |
| 25              | GTO | 5  | Peter Herke                   | Peter Herke Dieter Schulz Reinhard Riedel        | BMW 3.5CSL          | 149 |
| 26              | GTU | 57 | Personalized Autohaus         | Robert Overby Jeff Scott Wayner Baker            | Porsche 914/6       | 145 |
| 27              | GTU | 45 | Autosport Technology          | Bill Cooper Dwight Mitchell Ray Ratcliff         | Porsche 914/6       | 132 |
| 28              | GTO | 31 | RSR Associates                | Tom Marx Dennis Lanfre Bill Follmer              | Porsche Carrera RSR | 129 |
| 29              | GTU | 17 | Richard Woodbury              | Richard Woodbury Bruce Campbell                  | Porsche 911         | 129 |
| 30              | GTO | 81 | Trinity Racing                | Steve Dietrich Tom Winters                       | Mazda RX-7          | 77  |
| 31              | GTX | 76 | Arrow Heating Co.             | John Chamberlain Joe Chamberlain                 | Chevrolet Corvette  | 64  |
| 32              | GTX | 80 | Fantasy Racing                | Vic Manuelli Bruce Mallery Ron Woods             | De Tomaso Pantera   | 55  |
| Ausgefallen     |     |    |                               |                                                  |                     |     |
| 33              | GTO | 43 | Bob Gregg                     | Bob Gregg Len Jones                              | Porsche Carrera     | 162 |
| 34              | GTO | 11 | Kendall Racing                | Dennis Aase Pete Smith                           | BMW M1              | 153 |
| 35              | GTX | 3  | Andial Meister Racing         | Rolf Stommelen Howard Meister                    | Porsche 935M16      | 125 |
| 36              | GTO | 14 | Bavarian Motors International | Alf Gebhardt Bruno Beilcke Mike Freberg          | BMW M1              | 99  |
| 37              | GTU | 22 | Personalized Autohaus         | Wayne Baker Robert Overby                        | Porsche 914/4       | 98  |
| 38              | GTX | 84 | Scorpio Racing                | Enrique Molins Eduardo Barrientos                | Porsche 935M16      | 87  |
| 39              | GTU | 92 | Kent Racing                   | Kathy Rude Divina Galica                         | Mazda RX-7          | 80  |
| 40              | GTU | 99 | Kent Racing                   | Lee Muller Walt Bohren                           | Mazda RX-7          | 80  |
| 41              | GTU | 96 | John Samson                   | John Samson Bill Kohl                            | Alfa Romeo GTV      | 77  |
| 42              | GTU | 82 | Trinity Racing                | Jim Cook John Casey                              | Mazda RX-7          | 57  |
| 43              | GTU | 73 | Douglas Dowden                | Jerry Demele Tony Herman                         | Porsche 911         | 53  |
| 44              | GTX | 0  | Interscope Racing             | Ted Field Danny Ongais                           | Porsche 935K3/80    | 48  |
| 45              | GTX | 08 | Preston Henn                  | Preston Henn Marty Hinze Gary Belcher            | Porsche 935K3       | 33  |
| 46              | GTU | 24 | Zvonimir Jovanovic            | Zvonimir Jovanovic Carl Wong                     | Porsche 911         | 33  |
| 47              | GTX | 21 | KMS Research                  | Jamey Mazzotta Steve Earle                       | Porsche 935         | 32  |
| 48              | GTO | 58 | Kendall Racing                | Alan Johnson Chuck Kendall                       | Porsche Carrera RSR | 32  |
| 49              | GTX | 10 | Donna Schons                  | Ron Esau S. B. Fritz Vince Giamformaggio         | Pontiac Firebird    | 29  |
| 50              | GTU | 66 | Jack Dunham                   | Jack Dunham Mike Meyer                           | Mazda RX-7          | 28  |
| 51              | GTX | 33 | Bob Sharp Racing              | Paul Newman Masahiro Hasemi                      | Datsun 280ZX        | 23  |
| 52              | GTO | 38 | Fred Markoff                  | Fred Markoff Jason Len                           | Chevrolet Corvette  | 22  |
| 53              | GTO | 40 | David Deacon Racing           | David Deacon Mike Fredberg Rudy Bartling         | BMW M1              | 21  |
| 54              | GTO | 48 | Dynasales                     | John Carruso Phil Currin                         | Chevrolet Corvette  | 21  |
| 55              | GTU | 39 | Fatcola                       | Greg LaCava Claudia LaCava                       | Porsche 911         | 17  |
| 56              | GTU | 77 | Renault USA                   | Patrick Jacquemart James Brolin                  | Renault Le Car      | 17  |
| 57              | GTO | 42 | Alex Porsche Haus             | Bob Copeman Lawrence Farmer Ken Moore            | Porsche Carrera     | 7   |
| 58              | GTX | 09 | Preston Henn                  | Gary Belcher Preston Henn Marty Hinze            | Porsche 935K3       | 5   |
| Nicht gestartet |     |    |                               |                                                  |                     |     |
| 59              | GTX | 00 | Interscope Racing             | Ted Field Danny Ongais                           | Porsche 935K3/80    | 1   |
| 60              | GTO | 05 | T & R Racing                  | Tico Almeida Rene Rodríguez                      | Porsche Carrera RSR | 2   |
| 61              | GTX | 20 | Chris Cord Racing             | Chris Cord Jim Adams                             | Chevrolet Monza     | 3   |
| 62              | GTO | 35 | HSM Racing                    | Mandy Gonzales Bonky Fernandez                   | Porsche 934         | 4   |
| 63              | GTU | 44 | H & M Garage                  | Ken McNicol Dwayne Anderson                      | Datsun 240Z         | 4   |
| 64              | GTU | 47 | CACI                          | Bill Shaw Bud Cashen                             | Lotus Esprit S1     | 5   |
| 65              | GTO | 53 | Quick Associates              | Steve Michaelson Steve Scott                     | Porsche Carrera     | 6   |
| 66              | GTU | 71 | Bear Gulch Racing             | Bobbee Nylander Gary Nylander                    | Porsche 911         | 7   |
| 67              | GTX | 72 | BMW North America             | David Hobbs Marc Surer                           | BMW M1              | 8   |
| 68              | GTO | 75 | Les Lindley                   | Les Lindley                                      | Chevrolet Camaro    | 9   |
| 69              | GTX | 79 | North American Racing Team    | John Morton Milt Minter                          | Ferrari 365 GT4/BB  | 10  |

1 Ersatzwagen
2 Ersatzwagen
3 nicht gestartet
4 nicht gestartet
5 nicht gestartet
6 nicht gestartet
7 nicht gestartet
8 nicht gestartet
9 nicht gestartet
10 nicht gestartet

### Nur in der Meldeliste
Hier finden sich Teams, Fahrer und Fahrzeuge, die ursprünglich für das Rennen gemeldet waren, aber aus den unterschiedlichsten Gründen daran nicht teilnahmen.
| Pos. | Klasse | Nr. | Team                  | Fahrer                       | Chassis          |
| ---- | ------ | --- | --------------------- | ---------------------------- | ---------------- |
| 70   |        | 71  | Cooke-Woods Garrteson |                              | Lola T600        |
| 71   | GTO    | 4   | North Star Racing     | Bill Johnson Clay Johnson    | Pontiac Grand Am |
| 72   | GTU    | 6   | Autopia Racing        | Exay Borrero                 | BMW 320i         |
| 73   | GTX    | 12  | Bruce Canepa          | Bruce Canepa                 | Porsche 935/79   |
| 74   | GTX    | 16  | Darrel Overstreet     | Darrel Overstreet            | Porsche 935      |
| 75   | GTU    | 32  | Alderman Datsun       | George Alderman              | Datsun 240Z      |
| 76   | GTU    | 64  | Alan Johnson Racing   | Dennis Aase                  | Porsche 911      |
| 77   | GTO    | 83  | Electramotive         | Don Devendorf Tony Adamowicz | Datsun 280ZX     |

### Klassensieger
| Klasse | Fahrer           | Fahrer         | Fahrzeug         | Platzierung im Gesamtklassement |
| ------ | ---------------- | -------------- | ---------------- | ------------------------------- |
| GTX    | John Fitzpatrick | Jim Busby      | Porsche 935K3/80 | Gesamtsieg                      |
| GTO    | Kenper Miller    | Dave Cowart    | BMW M1           | Rang 7                          |
| GTU    | Frank Carney     | Dick Davenport | Datsun 280ZX     | Rang 12                         |

### Renndaten
- Gemeldet: 77
- Gestartet: 58
- Gewertet: 32
- Rennklassen: 3
- Zuschauer: unbekannt
- Wetter am Renntag: warm und trocken
- Streckenlänge: 5,311 km
- Fahrzeit des Siegerteams: 6:00:46,114 Stunden
- Gesamtrunden des Siegerteams: 199
- Gesamtdistanz des Siegerteams: 1056,856 km
- Siegerschnitt: 175,768 km/h
- Pole Position: John Paul junior – Porsche 935JLP-3 (#8) – 1.38,090 – 194,913 km/h
- Schnellste Rennrunde: John Paul junior – Porsche 935JLP-3 (#8) – 1.40.710 – 189,841 km/h
- Rennserie: 5. Lauf zur Sportwagen-Weltmeisterschaft 1981
- Rennserie: 5. Lauf zur IMSA-GTP-Serie 1981